# Zdravstveni odgoj u Hrvatskoj
Zdravstveni odgoj je obvezni kurikul uveden u osnovne i srednje škole u Republici Hrvatskoj odlukom ministra Jovanovića od 28. rujna 2012. U školskoj godini 2012./2013. do ožujka 4. modul zdravstvenog odgoja nije provođen jer školama odnosno učiteljima nisu dostavljeni odgovarajući udžbenici ili priručnici, sav dostupan materijal činio je dokument nazvan Kurikulum od 38 stranica za 8 godina osnovnog obrazovanja i 4 godine srednjoškolskog obrazovanja; odnosno provođen je eksperimentalno na temelju javnosti nedostupnih materijala kako je to najavila Agencija za odgoj i obrazovanje na predstavljanju programa u Ministarstvu znanosti, obrazovanja i sporta 27. kolovoza 2012.
Zdravstveni odgoj nije zamišljen kao zasebni predmet u školama, već bi njegov program trebao biti uklopljen u satove razrednika, biologije, tjelesne i zdravstvene kulture, školske projekte i druge školske aktivnosti. Nastavni kurikul podijeljen je na četiri modula:
- živjeti zdravo
- prevencija ovisnosti
- prevencija nasilničkog ponašanja
- spolno/rodna ravnopravnost

Zbog spornog četvrtog modula koji je, prema kritičarima, sadržavao elemente "rodne ideologije", kurikul je izazvao brojne kritike u velikom dijelu javnosti, s njim je tijesno povezano ukidanje televizijske emisije "Slika Hrvatske", suautor 4. modula seksolog Aleksandar Štulhofer zatražio je zaštitu HHO-a "od grubih javnih nasrtaja". Osim sadržajnih, glavna zamjerka kritičara je obveznost trenutačno jedinog uvedenog modela zdravstvenog odgoja, bez mogućnosti izbora nekog drugog, sličnog ili možebitno prikladnijeg programa od strane roditelja ili mogućnosti njegova ne pohađanja.

## Uvođenje

### 2006. – 2008.
Natječaj za izradu programa zdravstvenog odgoja raspisalo je Ministarstvo znanosti, obrazovanja i športa Republike Hrvatske još 23. veljače 2006. godine. Nakon izrade slijedila je uobičajena procedura uvođenja nekog programa u škole tj. recenzija programa od strane neutralnog stručnog povjerenstva praćena javnom raspravom. 
Na natječaju je pobijedio program što su ga izradili stručnjaci angažirani od strane udruge Grozd – Glas roditelja za djecu. Trebala je uslijediti edukacija nastavnika i zatim uvođenje programa, ali je postupak obustavljen zbog prosvjeda nekih građanskih udruga i dijela medija. Udruga Grozd tada je od ministarstva tražila da ne zaustavlja uvođenje zdravstvenog odgoja u škole, već da se dozvoli pravo izbora roditeljima kako bi oni roditelji koji eventualno ne bi željeli njihov program mogli odabrati program građanske udruge Forum za slobodu odgoja, koja je također bila izradila svoj program. 
Ministarstvo je odbilo prijedlog za uvođenjem prava izbora roditelja i prekinulo daljnji postupak uvođenja programa u škole (2008.), iako su sve zainteresirane strane bile složne u tome da je program zdravstvenog odgoja zaista potreban jer se unatoč trudu roditelja i nastavnika zdravstveno stanje među djecom i mladima pogoršalo.

### 2012.
Ministar Jovanović na tiskovnoj konferenciji 27. kolovoza 2012. najavio je uvođenju novog nastavnog kurikula zdravstvenog odgoja u škole koji je službeno uveden odlukom od 28. rujna 2012., koji bi se provodio od prvog razreda osnovne do kraja srednje škole. Prema odluci, dio programa provodio bi se kroz postojeće nastavne predmete – taj bi dio provodili nastavnici tih predmeta, a dio programa (do 12 sati godišnje) provodio bi se na satu razrednika – taj bi dio provodili razrednici uz pomoć stručnih suradnika škole i liječnika školske medicine.
Udžbenici, priručnici odnosno radni materijali za prva tri modula objavljeni su na internetskim stranicama Agencije za odgoj i obrazovanje 4 dana poslije predstavljanja programa, 31. kolovoza. 2012. To su:
- knjiga "Sport i nasilje u Europi", Dominique Bodin, Luc Robene, Stephane Heas[10]
- brošura "Rasizam, nogomet i Internet", 2002.
- strip "Što? Rasist? Ja?" namijenjen učiteljima i nastavnicima koji obrađuju teme rasizma
- "Europski priručnik za prevenciju pušenja, alkohola i droga", uredili dr. Jaap van der Stel i Deborah Voordewind
- priručnik "Školski programi prevencije ovisnosti", pripremio prof. dr. sc. Slavko Sakoman, 2008.
- brošura "Ukidanje tjelesnog kažnjavanja djece"
- prezentacija "Primjereno ponašanje na športskim natjecanjima"
- tri priručnika vezana uz temu Sigurnost na internetu: Priručnik za djecu, Priručnik za roditelje, Priručnik za profesionalce

### 2013.
Početkom ožujka 2013. objavljujeni su radni materijali za provođenje Kurikuluma zdravstvenog odgoja na satu razrednika. U obavijesti na stranicama AZOO podsjeća se da kurikulum ne zadaje kada će sadržaji u tijeku školske godine biti izvođeni. Imajući u vidu da poziv na javnu raspravu i mogućnost davanja primjedbi na objavljene sadržaje traje dva tjedna, te da vrijeme potrebno da se primjedbe prouče i eventualno usvoje nije odnosno teško može biti kraće postaje jasno da se u ovoj školskoj godini program Zdravstvenog odgoja nikako neće moći ostvariti u cijelosti. Ovu situaciju HHO komentira ovako: "Premda je bilo poznato da će predmetni udžbenik, skupa s priručnom literaturom, biti spreman u svibnju 2013., ministar Željko Jovanović naredio je provođenje osporavanog zdravstvenog odgoja na polovini školske godine, bez prethodne pripreme prosvjetnih djelatnika i roditelja te bez osnovnih stručnih pomagala za rad."
Na sjednici održanoj 22. svibnja 2013. Ustavni sud Republike Hrvatske donio je odluku o ukidanju kurikula zdravstvenog odgoja, s obrazloženjem da država nije na uravnotežen način uskladila sadržaje zdravstvenog odgoja s ustavnim pravom i slobodom roditelja u odgoju djece i da se proces uređivanja i implementacije nije događao na način koji je u skladu s demokratskim načelima koje je država dužna poštovati i provoditi.

## Sadržaj
Zdravstveni odgoj je nastavni kurikul čiji će se sadržaj većim dijelom predavati u sklopu sata razrednika (do 12 sati godišnje) dok bi se preostali dio obradio u pojedinim predmetima kao u biologiji i tjelesnoj i zdravstvenoj kulturi. Mnogi sadržaji iz nastavnog kurikula zdravstvenog odgoja i do sada su se obrađivali u tim predmetima. Program bi deklarativno trebao pridonijeti uspješnom fizičkom, mentalnom i socijalnom razvoju djece.
Nastavni kurikul je podijeljen u četiri modula: 
- živjeti zdravo, u kojem bi se obrađivale teme pravilne prehrane, pravilne i redovite fizičke aktivnosti i osobne higijene, te prevencija bolesti i ozljeda.
- prevencija nasilničkog ponašanja, u kojem obrađuju teme pravilnog odnosa prema drugoj djeci i odraslima, odnosa prema školi i općenito prema društvu i okolini i drugim institucijama, prepoznavanje i izbjegavanje fizičkog i psihološkog nasilja, nenasilno rješavanje sukoba i razvoj tolerancije prema različitosti.
- prevencija ovisnosti, obrađuje teme prepoznavanja i prevencije ovisnosti o pušenju, alkoholu, psihoaktivnim drogama, prevenciju ovisnosti o kockanju i klađenju, izbjegavanje ovisnosti vezane za informatičko-komunikacijske tehnologije (računalne igre, internet, masmediji).
- spolna i rodna ravnopravnost i odgovorno spolno ponašanje obrađuje teme upoznavanja sa spolnošću i fizičkim i psihičkim implikacijama, odgovorno spolno ponašanje i prevencija spolnih bolesti i neželjene trudnoće, psiholoških aspekata intimnih veza, promišljanje o rodnim ulogama, te uvid u vrijednosti i svjetonazor različitih društvenih skupina (religioznih, aktivističkih...).[1]

Metode rada i podučavanja predloženih aktivnosti obuhvaćaju rad u parovima i malim skupinama, organiziranje predavanja s diskusijama i panel-raspravama, pedagoška radionica, igranje uloga, razmjena ideja, razvoj stavova u raspravi i debati, analiza slučajeva, korištenje dostupnih i primjerenih sadržaja s internetskih stranica i korištenje informacijsko-komunikacijskih tehnologija, priprema i organiziranje lokalnih preventivnih aktivnosti (izložbe, obilježavanje prigodnih datuma…).

### Prvi razred osnovne škole
U prvom razredu osnovne škole predviđa se 10 školskih sati zdravstvenog odgoja raspoređenih u 6 sati modula "Živjeti zdravo", 2 sata modula "Prevencija nasilničkog ponašanja" i 2 sata modula "Prevencija ovisnosti". Nije predviđeno predavanje o modulu "Spolna/ rodna ravnopravnost i spolno odgovorno ponašanje".
Modul "Živjeti zdravo" podijeljen je na pet podskupina te predviđa predavanja o zdravoj prehrani, tjelesnoj aktivnosti, osobnoj higijeni, prvoj pomoći i mentalnom zdravlju. U sklopu pravilne prehrane predviđa se objašnjenje pojmova osnovnih prehrambenih namirnica i piramide zdrave prehrane (za djevojčice i dječake u dobi od 7 do 9 godina), higijena jela i bonton za stolom. Podgrupa o tjelesnoj aktivnosti predviđa predavanje o važnosti redovitog tjelesnog vježbanja i pravilno držanje tijela.
Predavanja o osobnoj higijeni pokrivaju teme uporabe sanitarnog čvora, higijene ruku, zubi i usne šupljine, dok predavanje iz prve pomoći predviđa pokazati kako zaustaviti krvarenje iz nosa. U okviru predavanja o mentalnom zdravlju predviđa se učenje kako opisati sebe i druge, imenovati učenike u razredu, predstaviti sebe (čime se učenik bavi u slobodno vrijeme;
sport, kućni ljubimac, hobi...), te usvajanje tehnika pravilnog učenja.
Modul "Prevencija nasilničkog ponašanja" predviđa učenje primjerenog ponašanja prema drugoj djeci, odraslima i životinjama.
Modul "Prevencija ovisnosti" predviđa učenje prepoznavanja opasnosti od kemikalija i lijekova dostupnih u
domaćinstvima i važnost čitanja uputa za korištenje. Predviđa se također prepoznavanje učinka računalnih igrica na (slobodno) vrijeme učenika.

### Drugi razred osnovne škole
U drugom razredu osnovne škole predviđa se 11 školskih sati zdravstvenog odgoja raspoređenih u 6 sati modula "Živjeti zdravo", 3 sata modula "Prevencija nasilničkog ponašanja " i 2 sata modula "Prevencija ovisnosti". Nije predviđeno predavanje o modulu "Spolna/ rodna ravnopravnost i spolno odgovorno ponašanje".
Modul "Živjeti zdravo" predviđa četiri podskupine koje obrađuju zdravu prehranu, tjelesnu aktivnost, osobnu higijenu i mentalno zdravlje. U sklopu predavanja o zdravoj prehrani definira se obrok, i objašnjava se važnost jutarnjeg obroka, te primjeren broj obroka i međuobroka. Predavanja o tjelesnoj aktivnosti uče o vrstama tjelovježbenih aktivnosti u slobodnom vremenu i osnovne strukture gibanja (biotička motorička znanja) u svakodnevnom životu. Sati o osobnoj higijeni predviđaju učenje o higijeni odijevanja. Podskupina o mentalnom zdravlju predviđa predavanja o pojmovima prava i dužnosti (obveze), pojmu zdravlja i bolesti i kako sačuvati zdravlje te znati prepoznati nezdrava ponašanja koja mogu utjecati na
zdravlje (nepravilna prehrana, nedostatna tjelesna aktivnost, alkohol, duhan).
Modul "Prevencija nasilničkog ponašanja" predviđa opis neprihvatljivog ponašanja, razlikovanje primjerenog od neprimjerenog ponašanja, te poštovanje različitosti.
Modul "Prevencija ovisnosti" predviđa objašnjenje pojma odgovornosti za zdravlje, odgovornog ponašanja i zdravog stila života, te učenje kako pripremiti osobni program zdravog ponašanja.

### Treći razred osnovne škole
U trećem razredu osnovne škole predviđa se 11 školskih sati zdravstvenog odgoja raspoređenih u 6 sati modula "Živjeti zdravo", 2 sata modula "Prevencija nasilničkog ponašanja ", 1 sat modula "Prevencija ovisnosti" i 2 sata modula "Spolna/ rodna ravnopravnost i spolno odgovorno ponašanje".
Modul "Živjeti zdravo" predviđa četiri podskupine koje obrađuju zdravu prehranu, tjelesnu aktivnost, osobnu higijenu i mentalno zdravlje. U sklopu pravilne prehrane uči se o važnosti vode i prepoznavanje namirnica bogatih skrivenim kalorijama, objašnjava se podrijetlo i proizvodnja hrane, te piramida zdrave prehrane za djevojčice i dječake u dobi od 9 do 12 godina. Predavanja o tjelesnoj aktivnosti predviđaju učenje o pravilnom načinu izvođenja jednostavnih motoričkih
gibanja. Predavanja o osobnoj higijeni predviđaju opis pravilne higijene tijela i posljedice nepravilne njege tijela i neprovođenja higijene. Podskupina predavanja o mentalnom zdravlju je najopširnija (3 sata) i predviđa razvijanje odgovornosti za učenje i opisivanje vlastitih postignuća (školski uspjeh, glazba, sport…), uvažavanje tuđeg talenta i postignuća, razumijevanje sustava pohvala i konstruktivnih kritika, određivanje ciljeva učenja te procijene vrijednosti učenja. U ovoj je podskupini predviđeno i predavanje o razvoju ljudskog tijela, duševnom i općem zdravlju i njegovoj zaštiti.
Modul "Prevencija nasilničkog ponašanja" predviđa učenje o važnosti poštovanja pravila i autoriteta, humanom ponašanju, rizicima neprimjerenog ponašanja (u školi, prometu...) i osnovne mjere sigurnosti (promet, vatra, električna struja...).
Modul "Prevencija ovisnosti" predviđa prepoznavanje veze između ponašanja i zdravlja, tj. opis kako ovisničko ponašanje utječe na zdravlje.
Modul "Spolna/rodna ravnopravnost i odgovorno spolno ponašanje" predviđa predavanja o odgovornosti i poštovanja prema vlastitom tijelu, te prepoznavanje prihvatljivog i neprihvatljivog tjelesnog dodira.

### Četvrti razred osnovne škole
U četvrtom razredu osnovne škole predviđa se 12 školskih sati zdravstvenog odgoja raspoređenih u 5 sati modula "Živjeti zdravo", 2 sata modula "Prevencija nasilničkog ponašanja ", 3 sata modula "Prevencija ovisnosti" i 2 sata modula "Spolna/ rodna ravnopravnost i spolno odgovorno ponašanje".
Modul "Živjeti zdravo" predviđa četiri podskupine koje obrađuju zdravu prehranu, tjelesnu aktivnost, osobnu higijenu i mentalno zdravlje. Podskupina o pravilnoj prehrani predviđa opis ljudskog tijela, objašnjenje dnevnog ritma aktivnosti, obroka i odmora, te usvajanje sposobnosti vođenja dnevnika prehrane. Predavanja o tjelesnoj aktivnosti predviđaju usvajanje znanja o pravilnom odabiru tjelovježbenih aktivnosti za samostalno vježbanje u slobodnom vremenu. Predavanje o osobnoj higijeni ističe važnost osobne čistoće/ higijene u prevenciji zaraznih bolesti, dok skupina o mentalnom zdravlju predviđa učenje o osobnosti pojedinca, uvažavanju različitosti, pubertetu i njegovom utjecaju na ponašanje. Predviđa se i usvajanje niza tehnika učinkovitijeg učenja i planiranja vremena učenja.
Modul "Prevencija nasilničkog ponašanja" predviđa usvajanje poželjna ponašanja i načina mirnog rješavanja sukoba, te vještinu reći "ne" u problematičnoj situaciji. Raspravit će se o ulozi i značaju prijateljstva i o važnosti preuzimanja odgovornosti.
Modul "Prevencija ovisnosti" predviđa shvaćanje prednosti zdravih životnih navika, prepoznati izvore vjerodostojnih informacija, prepoznati utjecaj medija i reklama na rizično ponašanje, štetnost ovisnosti na vlastito tijelo i kako tražiti pomoć u slučaju potrebe ili problema.
Modul "Spolna/rodna ravnopravnost i odgovorno spolno ponašanje" predviđa objašnjenje razlike između spola i roda, razlike rodnih uloga u društvu/obitelji i prepoznavanje spolnih i rodnih stereotipa u medijima.

### Peti razred osnovne škole
U petom razredu osnovne škole predviđa se 12 školskih sati zdravstvenog odgoja raspoređenih u 4 sati modula "Živjeti zdravo", 4 sata modula "Prevencija nasilničkog ponašanja ", 2 sata modula "Prevencija ovisnosti" i 2 sata modula "Spolna/ rodna ravnopravnost i spolno odgovorno ponašanje".
Modul "Živjeti zdravo" predviđa četiri podskupine koje obrađuju zdravu prehranu, tjelesnu aktivnost, osobnu higijenu i mentalno zdravlje. Podskupina živjeti zdravo obrađuje teme izvora hrane u prirodi, uzgoj biljnih i životinjskih vrsta za ljudsku prehranu, te podrijetlo i proizvodnju hrane. Učenici će usvojiti i vještinu izrade jelovnika i priprave jednostavnih međuobroka. Podskupina osobne higijene predviđa obrađivanje tema o osnovnoj građi ljudskog organizma, biološke promjene vezane za pubertet, higijenu vezanu za promjene u pubertetu, te pravilnu higijenu spolovila u pubertetu, te važnost pojačane higijene djevojčica za vrijeme mjesečnice. Predviđena je i izborna tema o kućnim ljubimcima i o njihovom održavanju higijene i zdravlja. Podskupina o tjelesnoj aktivnosti predviđa predavanje o osnovama kinantropoloških obilježja, motorička znanja i motorička postignuća, poštovanje i zaštitu vlastitog tijela pomoću tjelovježbenih aktivnosti, obradu teme tjelesnih aktivnosti i spolnih razlika, te značaj redovitoga tjelesnog vježbanja kao važan čimbenik regulacije tjelesne mase. Podskupina mentalno zdravlje obuhvaća znanja o temeljima razvoja mozga, usvajanje pravila razreda kao ugovor/dogovor, odnosima pojedinca i zajednice, rast i razvoj tijela i ponašanja (pubertet), prepoznvanje prednosti i opasnosti stereotipa, usvajanje tehnika učenja, usvajanje socijalne vještine procijene vjerodostojnosti informacija i usporedbe različitih izvora informacija.
Modul "Prevencija nasilničkog ponašanja" predviđa usvajanje temeljnih pojmova komunikacije, teme vezane za emocionalnost (brižnost, otvorenost, empatija, iskrenost), vršnjačka ponašanja u pubertetu, te izbjegavanje opasnih situacija i ponašanja vezana za kažnjiva djela.
Modul "Prevencija ovisnosti" predviđa objašnjenje utjecaja alkohola i droga na pojedinca, obitelj i zajednicu, ovisnost i posljedice na obrazovanje, te ovisnost i pubertet. 
Modul "Spolna/rodna ravnopravnost i odgovorno spolno ponašanje" predviđa predavanje o ulozi i pritisku medija u pubertetu, prepoznati spolnost kao sastavni dio cjelokupnog čovjekova života, objasniti masturbaciju kao sastavni dio ljudske spolnosti, povezati pojave mjesečnice i polucije sa spolnim sazrijevanjem, razlikovati unutarnje organe za razmnožavanje muškaraca (sjemenici, sjemenovodi, mokraćna cijev) i žena (jajnici, jajovod, maternica, rodnica).

### Šesti razred osnovne škole
U šestom razredu osnovne škole predviđa se 12 školskih sati zdravstvenog odgoja raspoređenih u 3 sati modula "Živjeti zdravo", 2 sata modula "Prevencija nasilničkog ponašanja ", 3 sata modula "Prevencija ovisnosti" i 4 sata modula "Spolna/ rodna ravnopravnost i spolno odgovorno ponašanje".
Modul "Živjeti zdravo" predviđa četiri podskupine koje obrađuju zdravu prehranu, tjelesnu aktivnost, osobnu higijenu i mentalno zdravlje. Podskupina zdrava prehrana obrađuje teme usklađenosti prehrane i izrade jelovnika ovisno o godišnjem dobu i životnoj zajednici, te povezanost prehrane i tradicije, važnost ljekovitih biljaka u ljudskoj prehrani, prepoznavanje otrovnih biljaka i gljiva i zastupljenost morskih i slatkovodnih organizama u ljudskoj prehrani. Podskupina o tjelesnoj aktivnosti obuhvaća shvaćanje promjena kinantropoloških obilježja pod utjecajem tjelovježbenih aktivnosti i sigurnost izvođenja motoričkih gibanja. Podskupina osobne higijene obuhvaća temu okoliša i zdravlja, te utjecaj higijene životnih prostora i okoliša (škola, dom, okoliš) na osobno zdravlje. Podskupina mentalno zdravlje predviđa temu Zdravlje – najveća dragocjenost, unaprjeđenje komunikacijskih vještina i izražavanja emocija te unaprjeđenje metoda učenja.
Modul "Prevencija nasilničkog ponašanja" predviđa teme sustava vrijednosti, te kontrolu ljutnje i promociju odgovornog ponašanja uključivši i poštovanje autoriteta i važnost redovitog pohađanja nastave.
Modul "Prevencija ovisnosti" obuhvaća teme utjecaja medija i vršnjaka prema sredstvima ovisnosti i odolijevanje pritisku vršnjaka. 
Modul "Spolna/rodna ravnopravnost i odgovorno spolno ponašanje" predviđa temematiku emocija u vršnjačkim odnosima (prijateljstvo, zaljubljenost, ljubav, bliskost, seksualna privlačnost, odbijanje i razočaranje), prikaz seksualnosti u masmedijima, spolne i rodne stereotipe vezane uz seksualno ponašanje prisutne u medijima, način na koji pornografija prikazuje ljudsku seksualnost te muške i ženske seksualne uloge.

### Sedmi razred osnovne škole
U sedmom razredu osnovne škole predviđa se 12 školskih sati zdravstvenog odgoja raspoređenih u 5 sati modula "Živjeti zdravo", 2 sata modula "Prevencija nasilničkog ponašanja ", 2 sata modula "Prevencija ovisnosti" i 3 sata modula "Spolna/ rodna ravnopravnost i spolno odgovorno ponašanje".
Modul "Živjeti zdravo" predviđa četiri podskupine koje obrađuju tjelesnu aktivnost, prvu pomoć, osobnu higijenu i mentalno zdravlje. Podskupina o tjelesnoj aktivnosti obrađuje teme umora i oporavka i temeljne zakonitosti transformacijskih procesa. Podskupina o prvoj pomoći predviđa predavanje o Vitalne funkcijama organizma i pružanje prve pomoći u situacijama kad je ugrožen život, prvu pomoć kod ugriza i uboda životinja (zmije, pauka, krpelja, kukaca). Podskupina o osobnoj higijeni obuhvaća znanja o infekcijama i infestacijama: teme virusi i bakterije – uzročnici bolesti/ HIV, nametničke praživotinje, žarnjaci (meduze, vlasulje), Plošnjaci (metilji i trakavice), oblići (dječja glista), trihinela te važnost cijepljenja.  Podskupina mentalno zdravlje predviđa temu kvalitete učenja i prevencije izbjegavanja obveza (neopravdanog izostajanja), vršnjačkog pritiska i samopoštovanja, pravila lijepog ponašanja i uljudnog ophođenja, pomoć i međusobnu suradnju, mogućnosti i opasnosti svijeta u kojem živimo, vještine komunikacije i razvoj empatije, te zaštita sigurnosti u visokorizičnim situacijama.
Modul "Prevencija nasilničkog ponašanja" predviđa teme promocije odgovornog ponašanja i samokontrole, te povezanost nasilničkog ponašanja s kriminalom, nasiljem i drugim oblicima agresije.
Modul "Prevencija ovisnosti" predviđa temu rizičnih situacija i ponašanja kao npr. prepoznavanje rizičnih situacija na primjerima, prepoznavanje rizičnih situacija na primjerima, njihovu specifičnost, povezanost i posljedice rizičnog ponašanja po zdravlje, te rizike i posljedice rizičnih ponašanja tijekom ekskurzija, izleta i izvanučioničke nastave.
Modul "Spolna/rodna ravnopravnost i odgovorno spolno ponašanje" obuhvaća temu komunikacija o spolnosti, te vrijednostima i međusobnim odnosima, obrađuje problematiku prepoznavanja i odupiranja vršnjačkom pritisku vezanom za spolnost, te temu samopoštovanje i spolnost. Obrađuje se nadalje tema različitosti u seksualnosti, pojam seksualnih manjina i njihov položaj tijekom povijesti, stigmatizacija i diskriminacija i važnost prihvaćanja različitosti u seksualnosti.

### Osmi razred osnovne škole
U osmom razredu osnovne škole predviđa se 12 školskih sati zdravstvenog odgoja raspoređenih u 4 sati modula "Živjeti zdravo", 2 sata modula "Prevencija nasilničkog ponašanja ", 2 sata modula "Prevencija ovisnosti" i 4 sata modula "Spolna/rodna ravnopravnost i spolno odgovorno ponašanje".
Modul "Živjeti zdravo" predviđa četiri podskupine koje obrađuju zdravu prehranu, tjelesnu aktivnost, osobnu higijenu i mentalno zdravlje. Podskupina o zdravoj prehrani obrađuje tematiku životnog vijeka čovjeka (rođenje, smrt i različite faze ljudskoga života), fizičkog rasta i razvoja (dnevni ritam, spavanje, odmor i stres, tjelesna aktivnost, zdrava prehrana), te temu ljudskog tijela (organi i organski sustavi). Predviđena je posebno opširna tema o probavnom sustavu: građa i funkcija, bolesti probavnog sustava, prehrambene potrebe i problemi u različitim
okolnostima, alergije i dijete, biološki važni spojevi u prehrani čovjeka, kemijski sastav, svojstva i uloga biološki važnih spojeva, minerali i vitamini u ljudskoj prehrani, deklaracije prehrambenih namirnica, preporučene vrste namirnica za mlade po obrocima, dnevni unos hranjivih tvari za mlade, te način pripreme i skladištenja prehrambenih namirnica. Obrađuje nadalje i temu poremećaja hranjenja. 
Podskupina tjelesna aktivnost predviđa usvajanje znanja o doziranju, distribuciji i kontroli opterećenja tjelovježbe, ozljeda pri tjelesnim aktivnostima i prvu pomoć.
Podskupina osobna higijena obrađuje teme spolno prenosivih bolesti i najčešćih infekcija spolnih organa, te važnost prevencije uporabom zaštitnih sredstava (prezervativa), odgovornog spolnog ponašanja, građe i uloga spolnih organa, temu začeća i razvitka djeteta prije rođenja, kosti i veze među kostima, osjetilo vida i očuvanje zdravlja očiju, osjetilo sluha i zaštita pri radu s bukom. Obrađuju se nadalje teme krvotoka i zdravlja krvi, krvnih žila i srca, zaštita organizma od bolesti, limfe, tjelesnih zaštitnih tvari, AIDS-a, organa za disanje i glas i zdravlje dišnog sustava, sustava organa za izlučivanje i zdravlje bubrega i kože. Podskupina o mentalnom zdravlju predviđa učenje postizanja osobnih ciljeva i planiranje novih postignuća, donošenje odluka u visokorizičnim situacijama, preuzimanje rizika za uspjeh u školi i preuzimanje odgovornosti za sebe i svoje zdravlje.
Modul "Prevencija nasilničkog ponašanja" predviđa razvoj komunikacije, rješavanje problema, donošenja odluka i timski rad, te spremnosti za dijeljenje zajedničkog cilja i vrijednosti.
Modul "Prevencija ovisnosti" predviđa temu posljedica korištenja sredstava za mršavljenje i anaboličkih steroida, prepoznavanje rizika povezanih s korištenjem sredstava ovisnosti tijekom obrazovanja i profesionalne karijere, veze između alkoholizma, nesreća na radu i u prometu, zlostavljanja, kriminala, gubitka samopoštovanja, razlikovanja kratkotrajnih i dugotrajnih posljedica ovisnosti na zdravlje, te opasnosti i štete koju ovisnost donosi pojedincu, obitelji, društvu.
Modul "Spolna/rodna ravnopravnost i odgovorno spolno ponašanje" obuhvaća teme važnosti samopoštovanja, asertivnosti i osobnog integriteta za odgovorno odlučivanje u spolnosti, cijene "popularnosti" među vršnjacima i utjecaj medijskih poruka. Ovaj modul nadalje obrađuje temu odgovornog spolnog ponašanja, tj. korake donošenja odgovornih odluka, što znači "ne" u komunikaciji o spolnosti, prepoznati i definirati različite oblike nasilnoga seksualnog ponašanja (kako izbjeći situacije u kojima postoji rizik seksualne agresije),važnost komunikacije s partnerom, te rizike preranog stupanja u seksualne odnose i pitanje odgađanja seksualnih odnosa i pojam apstinencije. Niz tema bit će integriran u nastavni predmet biologije: Roditelji i potomci, Srodnost i raznolikost, Nespolno i spolno razmnožavanje, Biološko nasljeđivanje (nasljeđivanje spola), građa i uloge spolnih organa (muški i ženski spolni organi) i sporedna spolna obilježja, menstruacijski ciklus (računanje ciklusa, plodni i neplodni dani), prepoznavanje znakova trudnoće, Zzačeće i razvitak djeteta prije rođenja, blizanačka trudnoća, životna razdoblja čovjeka, načine odgovornog spolno ponašanje i spolno prenosivih bolesti i značenje spolnoga odnosa sa zaštitnim sredstvima.

### Prvi razred srednje škole
U prvom razredu srednje škole predviđa se 12 školskih sati zdravstvenog odgoja raspoređenih u 4 sati modula "Živjeti zdravo", 2 sata modula "Prevencija nasilničkog ponašanja ", 2 sata modula "Prevencija ovisnosti" i 4 sata modula "Spolna/ rodna ravnopravnost i spolno odgovorno ponašanje".
Modul "Živjeti zdravo" predviđa pet podskupina koje obrađuju zdravu prehranu, tjelesnu aktivnost, osobnu higijenu, mentalno zdravlje, i prvu pomoć. Podskupina o zdravoj prehrani obrađuje pojam prehrambenih stilova i posljedice poremećaja prehrambene ravnoteže. Podskupina o tjelesnoj aktivnosti predviđa usvajanje znanja o tome kako izraditi individualni program tjelesnog vježbanja, te obrađuje temu suvremene tjelovježbene aktivnosti i ekstremnih sportova. Podskupina o osobnoj higijeni obrađuje temu utjecaja spolno prenosivih bolesti na reproduktivno zdravlje. Podskupina o mentalnom zdravlju obuhvaća teme sudjelovanja u životu nove škole, izgradnje dobrih odnosa u novoj zajednici i donošenje odgovornih odluka. Podskupina o prvoj pomoći predviđa usvajanje vještina osnovnih zahvata prve pomoći.
Modul "Prevencija nasilničkog ponašanja" obuhvaća teme prevencije nasilja u različitim okolnostima npr. u vezi, sportu, te neprimjerene pojavnosti u školi i okolini (nekvalitetna/ neprimjerena komunikacija, stigmatizacija, diskriminacija, omalovažavanje, vrijeđanja…)
Modul "Prevencija ovisnosti" obuhvaća teme utjecaj alkohola i droga na pojedinca, obitelj i zajednicu s posebnim naglaskom na rizike i posljedice sredstava ovisnosti na reproduktivno zdravlje i njihovo korištenje tijekom trudnoće (alkohol i droge u trudnoći). Obrađuje također temu rizičnih ponašanja i posljedice na obrazovanje, profesionalni razvoj i karijeru.
Modul "Spolna/rodna ravnopravnost i odgovorno spolno ponašanje" predviđa usvajanje vještina potrebnih za odgovorno seksualno ponašanje, što obuhvaća teme rizika ranog stupanja u seksualne odnose, djelovanje, prednosti i nedostatke različitih metoda kontracepcije, važnost donošenja autonomne i odgovorne odluke o stupanju u seksualne odnose (što znači biti spreman/na?), te temu i problematiku tzv. "seksualne inicijacije", važnost dogovora o odgovornom seksualnom
ponašanju s partnerom, te izreći i zastupati osobne granice i potrebe u partnerskom odnosu. Poseban blok predviđa temu emocija i komunikacije u vezi, važnost ravnopravnog komuniciranja u partnerskom/prijateljskom odnosu i važnost intimnosti u vezi. Predviđena je i tema predrasuda prema ženama i njihove diskriminacije u povijesti, rasprava o načinu prevladavanja spolnih/ rodnih stereotipa, analizu prikaza seksualnosti u pornografiji (kako pornografija
prikazuje žene, kako muškarce?), te utjecaj pornografije na adolescente.

### Drugi razred srednje škole
U drugom razredu srednje škole predviđa se 12 školskih sati zdravstvenog odgoja raspoređenih u 4 sati modula "Živjeti zdravo", 2 sata modula "Prevencija nasilničkog ponašanja ", 2 sata modula "Prevencija ovisnosti" i 4 sata modula "Spolna/ rodna ravnopravnost i spolno odgovorno ponašanje".
Modul "Živjeti zdravo" predviđa četiri podskupine koje obrađuju zdravu prehranu, tjelesnu aktivnost, osobnu higijenu i mentalno zdravlje. Podskupina o zdravoj prehrani obrađuje temu dodataka prehrani. Podskupina o tjelesnoj aktivnosti predviđa usvajanje znanja, zakonitosti razvoja i održavanja funkcionalnih sposobnosti i snage, temelje fiziologije mišićnih napora, metode oporavka nakon pojačanih tjelesnih i umnih napora, te izradu plana aktivnog provođenja slobodnog vremena. Podskupina o osobnoj higijeni obrađuje teme zaštite reproduktivnog zdravlja, što predviđa objašnjenje znanstveniog stava o uporabi kontracepcije, potrebu redovitih ginekoloških pregleda, te potrebu otvorenog komuniciranja o spolnosti sa zdravstvenim radnikom. Podskupina o mentalnom zdravlju obuhvaća teme posljedice uzimanja lijekova i drugih sredstava na mentalno zdravlje, usvajanje znanja o funkcioniranju živčane stanice i sinapse, moždanog debla i malog mozga i utjecaja alkohola na njihov rad. Predviđa se nadalje dalji razvoj metoda učenja, vrste socijalnog učenja i učenje po modelu.
Modul "Prevencija nasilničkog ponašanja" obuhvaća temu neprimjerenih pojavnosti u školi i okolini (nekvalitetna/ neprimjerena komunikacija, stigmatizacija, diskriminacija, omalovažavanje, vrijeđanja…), te poticanje kulture škole i njezine promocije.
Modul "Prevencija ovisnosti" obuhvaća teme rizika i prevencije kockanja i klađenja adolescenata, utjecaja medija i vršnjaka na korištenje sredstava ovisnosti, te prepoznavanje manipuliranja informacijama tijekom donošenja odluka u rizičnim situacijama.
Modul "Spolna/rodna ravnopravnost i odgovorno spolno ponašanje" predviđa dalje razvijanje vještina potrebnih za odgovorno seksualno ponašanje (vještinu komuniciranja o vlastitim potrebama, zaštita od spolno prenosivih bolesti i neželjene trudnoće, dogovor o uporabi sredstava zaštite i razvoj navike uporabe). Drugi dio modula obrađuje temu spolno/ rodno nasilje i nasilje u vezama, te prepoznavanje, prevenciju i odupiranje nasilju u vezi.

### Treći razred srednje škole
U trećem razredu srednje škole predviđa se 12 školskih sati zdravstvenog odgoja raspoređenih u 3 sati modula "Živjeti zdravo", 2 sata modula "Prevencija nasilničkog ponašanja ", 2 sata modula "Prevencija ovisnosti" i 5 sati modula "Spolna/ rodna ravnopravnost i spolno odgovorno ponašanje".
Modul "Živjeti zdravo" predviđa tri podskupine koje obrađuju zdravu prehranu, tjelesnu aktivnost i mentalno zdravlje. Podskupina zdrava prehrana obrađuje temu pravilne prehrane tijekom pojačanih tjelesnih i umnih napora. Podskupina o tjelesnoj aktivnosti predviđa učenje o očuvanju tjelesnih potencijala u depresijama i krizama i korištenje tjelesnih potencijala u urgentnim životnim situacijama. Podskupina o mentalnom zdravlju predviđa usvajanje sposobnosti i važnosti donošenje životnih odluka u različitim životnim situacijama i planiranje budućnosti (obitelj, zanimanje, dalje školovanje...). Predviđa nadalje i usvajanje znanja o pojmu i vrsti čuvstava, suočavanje sa stresom i povezanost stresa i sredstava ovisnosti. Predviđa se i usvajanje znanja o radu živčanih stanica i sinapsi, te moždanog debla i malog mozga kao i utjecaj alkohola i droga na živčano tkivo. Predviđa se nadalje dalji razvoj metoda učenja, vrste socijalnog učenja i učenje po modelu.
Modul "Prevencija nasilničkog ponašanja" predviđa prevenciju nasilja i nasilničkih ponašanja različitim okolnostima (vezi, sportu…) i neprimjerene pojavnosti u školi i okolini s posebnim naglaskom na primjenu već usvojenog znanja i djelovanja u skladu s naučenim. Predviđena je i obrada problema nastanka agresije kao posljedice frustracije i prevenciju iste, te povezanost empatije i prosocijalnog, altruističkog ponašanja.
Modul "Prevencija ovisnosti" obuhvaća teme konzumacije alkohola i upravljanja motornim vozilima, utjecaja sredstava ovisnosti na društveni i profesionalni život te karijeru i odgovornog ponašanja na maturalnom izletu.
Modul "Spolna/rodna ravnopravnost i odgovorno spolno ponašanje" predviđa analizu seksualnih prava i stereotipa (što se očekuje od muškaraca, što od žena i imaju li muškarci i žene jednaka seksualna prava?) i predavanja na temu braka, roditeljstva i obitelji. Program obuhvaća i obrađivanje teme prekida trudnoće i medicinsko, religijsko i feminističko stajalište o prekidu trudnoće. Predviđeno je predavanje o temi seksualnih manjina, različite pristupe (znanstveni, religijski i aktivistički) ljudskoj homoseksualnosti, razlikovanje pojmova transseksualnosti i transrodnosti, prepoznavanje različitog oblika nasilnog ponašanja i diskriminacije prema pripadnicima seksualnih manjina, te izgrađivanje vrijednosti prihvaćanja i tolerancije seksualnih različitosti. Raspravit će se i pojmovi stava, stereotipa i predrasuda, te objasniti utjecaj stavova, stereotipa i predrasuda na psihičke procese i ponašanje.

### Četvrti razred srednje škole
U četvrtom razredu srednje škole predviđa se 4 školskih sati zdravstvenog odgoja raspoređenih u 2 sati modula "Živjeti zdravo" i 2 sata modula "Prevencija nasilničkog ponašanja ". Nije predviđeno predavanje iz modula "Prevencija ovisnosti" i modula "Spolna/ rodna ravnopravnost i spolno odgovorno ponašanje".
Modul "Živjeti zdravo" predviđa tri podskupine koje obrađuju zdravu prehranu, tjelesnu aktivnost i mentalno zdravlje. Podskupina o zdravoj prehrani predviđa usvajanje pravilnih informacija o zdravlju i njihovu kritičku interpretaciju (oglašavanje i marketing). Podskupina o tjelesne aktivnosti predviđa istraživanja u području zdravstveno odgovornog ponašanja i percepciji zdravlja što obuhvaća mjerenje tjelesne aktivnosti i funkcionalnih sposobnosti. Podskupina o mentalnom zdravlju predviđa usvajanje i primjenu višedimenzionalnog modela zdravlja (tjelesnoga, emocionalnoga, socijalnoga, osobnoga i duhovnog zdravlja).
Modul "Prevencija nasilničkog ponašanja" predviđa predavanja o odgovornom ponašanju na pragu punoljetnosti, imenovanje zakonske propise (prava i obveze), te ponašanje u skladu s temeljnim/općim ljudskim vrijednostima.

## Reakcije javnosti i kritike

### Nazivi zdravstvenog odgoja
Zbog njegovog kontroverznog četvrtog modula često ga se naziva i spolni odgoj, a od strane kritičara i homoseksualni odgoj 
i spolni preodgoj.

### Razlozi kritika
Odluka Ministarstva znanosti, obrazovanja i sporta o uvođenju nastavnog kurikula zdravstvenog odgoja naišla je na žestoke kritike velikog dijela javnosti, Crkve, Islamske zajednice u Hrvatskoj, Hrvatskog Helsinškog odbora i nekih građanskih udruga na čelu s udrugom Grozd. Posebno problematičnim smatraju:
- činjenicu da je program je izrađen i objavljen tek 29. rujna, dakle mjesec dana nakon što je uveden, i nakon što su sve škole donijele plan i program rada škole za ovu školsku godinu u koji su trebale uključiti program zdravstvenog odgoja, a da ga nisu prethodno vidjele
- što je program iz ruku autora direktno ušao u škole – što nije postojalo neutralno stručno ocjenjivanje programa
- što nije postojala javna rasprava o sadržaju programa
- rodna ideologija koja se promovira kroz ovaj program uništava spolni identitet djece u adolescenciji.[27]

Neke udruge smatraju takvo uvođenje programa nestručnim i kriomičnim, a takvu odluku obrazlažu time da je ministarstvo svjesno kontroverznosti programa kojega je odlučilo nametnuti. 
Ministarstvo je predvidjelo da će samo neki nastavnici do kraja školske godine imati edukaciju i to jednodnevnu što u praksi podrazumijeva da će učitelji i nastavnici kvalitetno moći provoditi samo one sadržaje koje su provodili i ranije. Trenutačno ne postoje udžbenici ili priručnici koji bi bili vezani uz program. Većina nastavnika je nezadovoljna i zbunjena jer nije jasno kako će se ostvariti očekivani ishodi programa. Nastavnicima je preporučena literatura koja obuhvaća 50 naslova (nekoliko tisuća stranica) pa je nemoguće očekivati da će nastavnici prije provođenja programa to uspjeti pročitati i proučiti te tako nadoknaditi nedostatak priručnika. Učiteljima i nastavnicima sugerirano je da materijale revidiraju, prilagode, integriraju i nadopune u skladu sa svojim znanjem, vještinama, uvjerenjima i kreativnim potencijalima, da aktivnosti pripreme i ostvare u suradnji s kolegama iz drugih nastavnih područja, stručnim suradnicima u školi i izvan nje te da prije implementacije programa upoznaju roditelje o aktivnostima koje planiraju provesti i zatraže njihovu potporu. To podrazumijeva da u pripremi satova na kojima će obrađivati sadržaje iz kurikula zdravstvenog odgoja mogu koristiti i literaturu koja nije navedena kao preporučena u kurikulu ("preporučeno" ne znači i obvezno.)
Iste udruge potiču roditelje na prikupljanje potpisa svih roditelja koji se protive nepoštovanju prava roditelja i načinu uvođenja zdravstvenog odgoja.
Krajem prosinca 2012. HBK je tiskala i distribuirala informativni letak kojim jasno izražava svoje protivljenje zdravstvenom odgoju kako ga je zamislio trenutačni SDP-ov ministar, jer se time nije zadržala samo na izražavanju načelnog stava u medijima nego se učinio roditeljima dostupnim kratak izbor najupitnijih ideja iz udžbenika za zdravstveni odgoj. Obrazloženje HBK je sljedeće: "Mnoge vrednote koje ste vi, roditelji, prenosili svojoj djeci, kao i način na koji ih odgajate, taj zdravstveni program razara, imajući za cilj nametanje potpuno neprihvatljivih stavova o spolnosti, braku i obitelji, suprotnih kršćanskoj antropologiji i hrvatskom narodnom biću. Vaša djeca nisu vlasništvo države. Vi ste ih rodili, othranili i za njih skrbite. O vama roditeljima ovisi što će i kakva će jednoga dana postati vaša djeca.", tekst letka.
Reakcija premijera Zorana Milanovića je više nego oštra: Ono što stoji u letku nije istina. To su izvađene rečenice iz niza knjiga preporučenih pedagozima koji su dovoljno pametni da znaju što se može reći djeci te dobi. Ovo što se radi je ružno, kaže Milanović. Sociolozi ovu oštru razmjenu mišljenja komentiraju ovako: "U demokratskom društvu, kaže, svatko ima pravo reći svoje mišljenje, kako građani, tako država i Crkva. Ono što smatram da je sad pogrešno je da svatko stoji ukopan u svojoj poziciji i nema prostora za dijalog, mislim da je to apsolutno pogrešno i apsolutno štetno.", što je dio demokracije u Hrvatskoj na početku 21. stoljeća, Crkva informira javnost letkom, na što premijer odgovara "To je ružno".
HHO za ljudska prava upozorio je na kršenje brojnih pravnih akata koje je postavila međunarodna zajednica, poučena gorkim iskustvom pokušaja totalitarnih režima da roditeljima putem škole otmu i (pre)odgoje djecu, a djeci oblikuju mišljenje u skladu sa svojim „znanstvenim“ dostignućima. 
Anketa koja je provedena od strane učenika na nivou grada Zagreba pokazala je da preko 75% učenika smatra da je potrebno provesti javnu raspravu o ZO-u i da 50% učenika smatra da se trenutačnim kurikulom vrijeđaju njihova religiozna prava, 80% učenika smatra da se kurikulumom zalazi preduboko u pitanja njihove osobne prirode i 66% učenika smatra da kurikulum oduzima roditeljima pravo odgoja djece. 60% učenika smatra da je 4. modul najlošije napisan.
Agencija za ispitivanje javnog mnijenja Ipsos puls provela je sredinom siječnja 2013. upitnik na uzorku od 951 punoljetnog građanina Republike Hrvatske, među kojima je bilo 82,2 posto katolika, o stupnju podrške trenutnog kurikula zdravstvenog odgoja i nekim njegovim vidovima. Rezultati pokazuju da 55% građana podržava trenutni model zdravstvenog odgoja uključujući i njegov 4. modul. Prema podatcima upitnika, podrška kurikulu raste sa stupnjem obavještenosti o sadržaju i stupnju obrazovanja ispitanika.

### Reakcije na predbožićnu emisiju Slika Hrvatske
Urednica HTV-ove emisije Slika Hrvatske (emitira se samo na satelitu) Karolina Vidović Krišto u svojoj je emisiji od 29. prosinca 2012., nazvanoj "Pedofilija kao temelj spolnog odgoja?", pročitala pismo gledatelja Žarka koji je uvođenje spolnog odgoja u hrvatske škole poistovjetio sa seksualnim zlostavljanjem mladih i djece. Potom je uslijedilo i prikazivanje pojedinih isječaka iz kontroverznog filma The Kinsey Syndrome u kojem autor Christian J. Pinto kritizira znanstveni rad pionira seksualne revolucije Alfreda Kinseya. Pinto u filmu iznosi niz tvrdnji poput one da je seksualnu revoluciju potaknuo znanstveni rad seksualnog psihopata koji je surađivao s nacističkim pedofilom te ga poticao na silovanja i moguća ubojstva djevojčica.
HRT se u roku od 24 sata ispričao gledateljima: "HRT se ispričava gledateljima emisije Slika Hrvatske (koja se emitira za iseljenike) na jučerašnjoj emisiji urednice i voditeljice Karoline Vidović Krišto. Ističemo kako stavovi izneseni u emisiji nisu stavovi HRT-a." U sljedećih 10 dana emisija je ukinuta. Američka aktivistkinja Judith A. Reisman poslala je pismo podrške Karolini Vidović Krišto.
U filmu The Kinsey Syndrome citira se rad Judith A. Reisman, koja je ubrzo pozvana u Hrvatsku te je održala niz javnih tribina u hrvatskim gradovima, na sveučilištima i u Hrvatskom saboru u kojima je iznijela svoja stajališta, osudivši pri tome uvođenje zdravstvenog odgoja u Hrvatskoj u dijelu koji se odnosi na spolnost.
U obrani Z.O. se medijski najviše isticao hrvatski seksolog Aleksandar Štulhofer, jedan od autora zdravstvenog odgoja.
Pred posjet i za vrijeme samog posjeta Judith Reisman, mediji su intenzivno popratili kontroverze za njezin dolazak. Liberalno-lijevi mediji su intenzivno kritizirali Judith Reisman i njene stavove, dok su desno-konzervativni optuživali Aleksandra Štulhofera za suradnju sa znanstvenicima koji su navodno deklarirani pedofili. Štulhofer je zatražio zaštitu HHO-a, čiji je predsjednik, Ivan Zvonimir Čičak, iznio stav da su oboje bili izloženi medijskom linču, te da je hrvatska medijska scena puna govora mržnje. Štulhofer se navodno na neki način ogradio od spornih teza i radova trojice profesora."

## Vanjske poveznice
- www.zdravstveniodgoj.com (zbirka kritičkih članaka i analiza, pokrenula jedna obitelj)  Arhivirana inačica izvorne stranice od 27. studenoga 2012. (Wayback Machine)
- www.zdravstveniodgoj.hr (pokrenule građanske udruge)  Arhivirana inačica izvorne stranice od 7. veljače 2013. (Wayback Machine)

- (VIDEO) Emisija "Nulta točka" 17. prosinca 2012. na temu zdravstvenog odgoja u hrvatskim školama
- (VIDEO) Sučeljavanje ravnatelja AZOO, Vinka Filipovića i predsjednika udruge GROZD, Ladislava Ilčića u emisiji 60 minuta

- Primjedbe vezane za sadržaj Kurikula zdravstvenoga odgoja
 te pripadajućih nastavnih materijala i literature preporučene nastavnicima
 (sa stajališta filozofije, humanističkih i nekih drugih znanstvenih disciplina)  Arhivirana inačica izvorne stranice od 26. ožujka 2014. (Wayback Machine)